# Sara Tretola
Sara Tretola é uma paraciclista suíça. Ela ganhou a medalha de bronze nos Jogos Paralímpicos de Verão de 2004.

## Carreira
Aos 20 anos de idade, Tretola fez a sua estreia nos Jogos Paralímpicos de Verão de 2004 e ganhou a medalha de bronze no contra-relógio feminino de bicicleta de estrada LC1-4/CP 3/4. Ela classificou-se para os Jogos Paralímpicos de Verão de 2012, mas não conseguiu uma medalha, tendo terminado em 9º.